# Sukkertoppen (Longyearbyen)

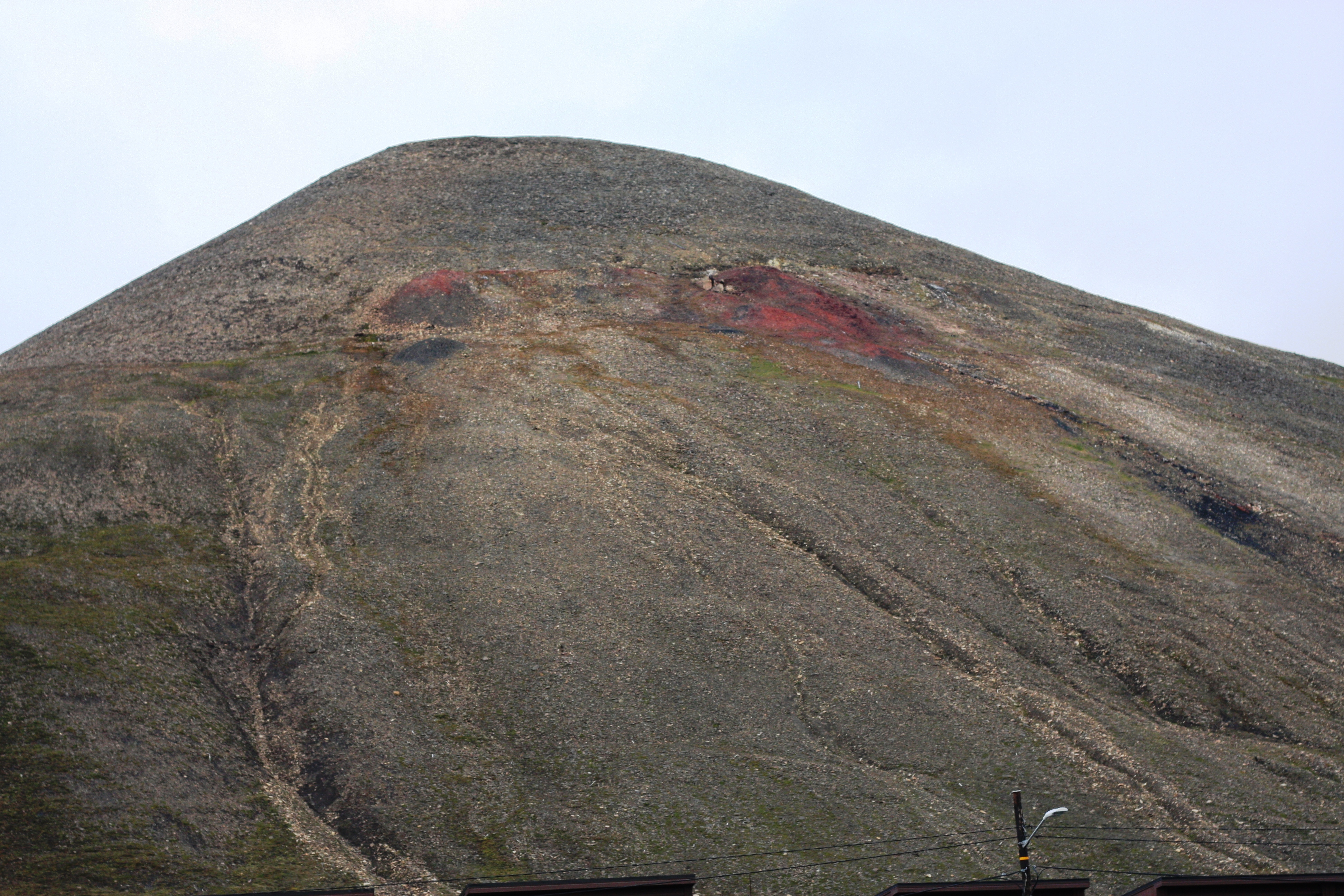
Sukkertoppen med inslaget till tidigare Gruve 2a med missfärgning efter branden

Sukkertoppen är ett berg vid Longyearbyen på Spetsbergen i Svalbard. Toppen har en höjd på 371 meter över havet. 
Store Norske Spitsbergen Kulkompani A/S tidigare kolgruva Gruve 2 hade sitt första (av två) inslag i Sukkertoppen.
I september 1943 sköts gruvan i brand av fartygsartilleri från det tyska slagskeppet Scharnhorst och brann till 1962. Missfärgning från branden syns i fjällsluttningen på den plats där inslaget till 2a var. 

## Snöskredet i Longyearbyen 2015
Den 16 december 2015 utlöstes under en snöstorm ett snöskred på den västra sidan av Sukkertoppen, som rev med sig ett antal av de "spisshus", enfamiljs bostadshus, som låg på sluttningen i stadsdelen Lia. Tio av dem totalförstördes och två personer omkom. 
I februari 2017 utlöstes ännu en lavin, som förstörde två flerfamiljshus sydväst om "spisshusen", men ingen kom till skada denna gång.
Snöskredsrisken har gjort att flertal hus längst upp i sluttningen har lämnats för gott eller utryms under perioder med särskilt stor rasrisk.